# El último vagón (película de 2009)
El último vagón es un cortometraje animado venezolano. Para su creación, entre algunas de las aplicaciones para el diseño se utilizó Blender.

## Sinopsis
Víctor termina su trago, minutos después de que su padre le haya llamado por teléfono, y camina hacia el metro. Su padre le espera en casa pero él no llega, sin noticias de Víctor comenzará su búsqueda.